# Proyecto Pegaso
Proyecto Pegaso es una base científica ficticia de Marvel Comics que ha sido la ubicación de una variedad de historias de superhéroes y supervillanos, más notablemente en el título Marvel Two-in-One.

## Historia
Creada en Marvel Two-in-One #42 (agosto de 1978) por el escritor Ralph Macchio, Proyecto: Pegaso inicialmente estaba destinada a investigar formas de energía alternativas (e inusuales), pero también se ha utilizado como una prisión para individuos superpoderosos. La ubicación de esta instalación es descrita estando en las Montañas Adirondack en el Estado de Nueva York.
La instalación es más recordada en los cómics por "La Saga Proyecto Pegaso" impresa en Marvel Two-in-One #53-#58 (más tarde recogido como un tomo del mismo título, coescrito por Macchio y Mark Gruenwald con dibujos de John Byrne y George Pérez). Sin embargo, su uso recurrente como una prisión para supervillanos del Universo Marvel ha dado lugar a una serie de historias de cómics en las décadas siguientes, significativas entre ellas una aparición de la Corona Serpiente. Varios personajes de Marvel han servido términos trabajando de seguridad en las instalaciones, incluyendo La Cosa, Quasar (Wendell Vaughn) y más recientemente Halcón Oscuro. Hubo un tiempo en que también sirvió como un hogar temporal para el Escuadrón Supremo cuando fueron exiliados de su propio universo.
Proyecto Pegaso también parece poseer un vasto conocimiento de otras realidades en el Multiverso Marvel, desde futuros alternos a universos paralelos, como se muestra en los archivos de la continuidad Tierra 616 después de la historia Vigía de los Nuevos Vengadores, nombrándolos por los nombres oficiales que Marvel usa. Un científico bribón del Proyecto Pegaso probó varias fuentes de energía en sí mismo. Como resultado, el científico se convirtió en un ser de rápida expansión que destruyó numerosos universos hasta que fue detenido por el Escuadrón Supremo original [Escuadrón Supremo: La muerte de un universo]. 
Durante la historia Reino Oscuro, Norman Osborn cierra Proyecto Pegaso. Sin embargo, se volvió a activar a raíz de la Guerra de los Reyes, debido a la apertura del desgarro tiempo-espacio llamado la Falla. Loki más tarde liberó al Hombre Absorbente del Proyecto Pegaso.

## Personal
- Robert Rider - Jefe del Proyecto Esbirro y hermano de Richard Rider. Actualmente, un Centurión del Cuerpo Nova.
- Faith Barrows[4]
- Helen Carver[5] - Rescatada por Quasar después del ataque Omnívoro.
- Dr. Slevin Clark[6]
- Dr. Eduardo DeVere[7] - Experto en térmica
- Dr. Anton Harkov[8] - Director de investigación
- Dr. Pons Indenbaum[9]
- Jenkins[4] - Anteriormente trabajó para el Consejo de Seguridad Nacional a las órdenes de Henry Peter Gyrich. Más tarde, un miembro del departamento de seguridad del Proyecto: Pegaso.
- Dr. Andrew Kappelhoff[4]
- Sidney Keith[4]
- Davis Kent[4]
- Jessica Knowles[4]
- Talia Kruma Doctorado en D.Sc[10] - Exmiembro de los Whiz Kids[11] y Stark West. Trabaja como ingeniera, arquitecta y diseñadora.
- LeAnn Margolis[4]
- Dr. Margaret Mayfair[8] - Directora de Marketing
- Todd Meeker[12]
- Seamus McAnn[13]
- Jerome N'Tuba[4]
- Dra. Evelyn Necker[14] - Vista anteriormente en relación con el Proyecto Esbirro en Death's Head[15]
- Dra. Jeannine O’Connell[16] - Psicoterapeuta
- Dr. Jason Rivera[4] - colaboró en varias búsquedas de datos sobrehumanos.
- Dr. Henri Sorel (Radión el Hombre Atómico/Ravager)[17][18] - Científico
- Dr. Myron Wilburn[16] - Director Administrativo
- Bob[19] - Técnico del proyecto
- Finch[20]
- Frank[19] - Técnico del proyecto
- Howie - transporte
- Mr. Jensen[21] - transporte

### Seguridad
- Halcón Oscuro[22] - Jefe de Seguridad
- Alocca
- Jenkins - Seguridad
- Schirra - Un guardia.
- Scully - Seguridad

### Exmiembros del personal
- Joseph Cartelli (Escudo Azul)[5] - Exjefe de seguridad
- Wendall Vaughn (Quasar)[23] - Exjefe de seguridad.
- Michael O'Brien (Guardia)[19] - Exjefe de seguridad.
- Rayo de Fuego - Director de seguridad
- Dr. William Foster
- Harry - Seguridad
- Dr. Thomas Lightner
- Rick - Seguridad
- Dr. Henri Sorel
- Escuadrón Supremo
  - Arcanna
  - Dr. Spectrum
  - Haywire
  - Hiperión
  - Princesa Poder
  - Forma
  - Skylark
  - Whizzer
- Cosa
- Tom - Seguridad
- Victorius - Encubierto

### Sujetos
- Aleksei Sytsevich (Rhino)
- Ulysses Klaw (Klaw)
- Maxwell Dillon (Electro)
- Karla Sofen (Piedra Lunar)
- Marcus Daniels (Blackout)
- Silas King (Solarr)
- Bres
- Robert Hunter (Nitro)
- Terrence Sorenson (Equinox)
- Hubert y Pinky Fusser (Fusión)
- Robert Frank, Jr (Nuklo)
- Wundarr el Acuario
- Thundra
- Alison Blaire (Dazzler)
- Kl'rt (Capitán Marvel) - El Super-Skrull disfrazado
- Angler
- Ronald English (Atom Smasher) - Su cadáver fue examinado por el Proyecto.
- Kayla Ballantine
- Fletcher Traynor (Biohazard)
- Mark Scarlotti (Látigo Negro)
- Joseph Cartelli (Escudo Azul)
- Robots de la Hermandad de Mutantes
  - Robot Magneto
  - Robot Mente Maestra
  - Robot Mercurio
- William "Willie" Evans
- William Foster (Hombre Gigante)
- Hombre Incandescente
- Voletta Todd (Ión)
- Jack Hart (Sota de Corazones)
- Kismet
- Psignos de los Tiempos
  - 14
  - 33
  - 99
  - 107
- Wendell Vaughn (Quasar)
- Escuadrón Supremo
  - Arcanna Jones (Arcanna)
  - William "Billy" Roberts (Doctor Espectro)
  - Harold Danforth (Loco)
  - Mark Milton (Hiperión)
  - Zarda (Princesa Poder)
  - Raleigh Lund (Forma)
  - Linda Lewis (Skylark)
  - Stanley Stewart (Whizzer)
- Mortimer Toynbee (Sapo)
- Prof. Alton Francis Vibreaux (Vibro)
- Visión
- Vector (Simon Utrecht) - Encarcelado en Proyecto Pegaso. Golpeado por Halcón Oscuro cuando trata de escapar.
- X-Ray (James "Jimmy" Darnell) - Encarcelado en Proyecto Pegaso. Trata de escapar con Vector pero se enfrenta a Nova.

## Otras versiones

### Ultimate Marvel
Una versión Ultimate de Proyecto Pegaso aparece en la miniserie Ultimate Power. Esta versión se encuentra en Devil's Point, Wyoming. Es propiedad de S.H.I.E.L.D..
El jefe de seguridad es el Agente de S.H.I.E.L.D. Wendell Vaughn (contraparte Ultimate Marvel de Quasar). Después de que el proyecto es atacado por el Escuadrón Serpiente (que cree que la Corona Serpiente se encuentra allí), Vaughan se niega a confirmar o negar este reclamo, señalando que "todos el asunto del Proyecto Pegaso está clasificado con la Doctrina Grunewald". El uso del nombre Gruenwald es presumiblemente un homenaje a Mark Gruenwald, que escribió muchas historias del Proyecto: Pegaso y los orígenes de Quasar.
Ben Urich (reportero del Daily Bugle) también se lo menciona a Jonah Jameson como el tema de un artículo que está escribiendo en la edición #106 de Ultimate Spider-Man.
En Ultimate Origins, Proyecto Pegaso resulta ser un almacén emitido por el gobierno para objetos con orígenes misteriosos y, por lo general, de valor destructivo masivo. Es aquí donde la versión Ultimate Marvel del Vigilante fue contenida aquí durante la Segunda Guerra Mundial y se relaciona con un evento próximo a los Cuatro Fantásticos, Carol Danvers, y Wendell Vaughn. Otros objetos vistos incluyen el Guantelete del Infinito y el Cubo Cósmico.

### Power Pack Día Uno
En este universo, el Dr. James Power trabajó para el Proyecto Pegaso siendo contratado para construir un arma de increíble poder.
Debido a la raza alienígena Snarks que secuestra a Power y a su esposa, sus hijos reciben superpoderes para destruir la máquina y salvar la tierra del arma que los Snarks llamaron la Máquina de Aniquilación. Los hijos de Power derrotan a los Snarks, destruyen la máquina antes de que se active y salvan a sus padres.
Se reveló que Carmody, que está a cargo del Proyecto Pegaso en esta realidad, y el villano principal de Power Pack en la comunidad general estaba en contacto con los Snarks, que lo engañaron para contratar a Power para construir la Máquina de Aniquilación. Carmody fue noqueado por Jack Power (Amo de la Masa).

## En otros medios

### Televisión
- Proyecto: Pegaso es visto en Fantastic Four: World's Greatest Heroes episodio "La Cura." El Hombre Topo aparece tratando de atacar la base.
- Proyecto: Pegaso aparece en Iron Man: Armored Adventures episodio "Iron Man contra El Dínamo Carmesí." Bajo la dirección del Dr. Anton Harkov (con la voz de Richard Newman), desarrollan la armadura Dínamo Carmesí para viajes espaciales, y la base es casi destruida por el vengativo villano, pero Iron Man razona con él. En "Todo Rojo," Obadiah Stane (junto a su jefe de seguridad O'Brian) se acercó al Dr. Anton Harkov para ofrecerle actualizar la armadura Dínamo Carmesí a cambio de que Obadiah ayudara con el financiamiento de Anton. Después de que O'Brian en la armadura Dínamo Carmesí captura a Iron Man, Obadiah hace que Anton ejecute un análisis de toda la armadura de Iron Man, mientras él no está. Cuando Pepper provoca un desvío al apagar el poder lo suficiente para activar el poder de emergencia, Anton se queda con la armadura mientras Dínamo Carmesí se dirige a investigar. Iron Man noqueó a Anton y escapó con Pepper. Al oír esto de Anton, Obadiah exigió que cualquier dato que tienen sobre las armaduras de Iron Man y Dínamo Carmesí sean enviados a él inmediatamente. Para evitar que el Proyecto Pegaso entregue los datos de Iron Man a Obadiah Stane, Tony crea el virus Tecnívoro (una versión actualizada del virus que Iron Man usado para quemar el sistema de Mr. Fix) para usar en los del ordenadores Proyecto Pegaso (que se ejecutan en la IA DELPHI). Después de que Iron Man carga el Virus Tecnívoro y derrota a Dínamo Carmesí, Obadiah hace que su secretaria le diga a Anson que su oferta está rescindida. En "Technovore," Proyecto Pegaso termina atacado por nanocitos infectados por el virus Tecnívoro permitiéndole tomar una forma sólida. Rhodey inspecciona un disturbio encontrando a un aterrorizado Harkov en la instalación. Tecnívoro escanea el guantelete de la armadura de Iron Man y se obsesiona con "consumirla" mientras Harkov huye. Tony es atraído de nuevo gracias al Virus que consume el guantelete y teléfono auricular de Rhodey. Después de numerosos intentos que incluyen un PEM, Rhodey convence a Tony para que detone la armadura a prueba de fallos como un intento desesperado al Virus Tecnívoro. Los dos escapan mientras el Proyecto Pegaso es incinerada junto con el virus. Desafortunadamente, un pedazo de Tecnívoro está oculto en la capa de Harkov. En "El Halcón y la Araña," Pepper menciona a Tony que la Viuda Negra solía trabajar para el Proyecto Pegaso.
- Se hace referencia al Proyecto Pegaso en el episodio piloto de Agents of S.H.I.E.L.D. Skye mencionó que S.H.I.E.L.D. había cubierto el Proyecto Pegaso en el momento en que Phil Coulson la estaba interrogando.

### Película
- Proyecto Pegaso es aludido en Iron Man 2. Tony Stark aparece abriendo una caja de madera (1:24:04) marcada "Proyecto Pegaso" en preparación para sintetizar un nuevo elemento. Además, en el preludio cómico tie-in a los Vengadores, el Consejo de Seguridad Mundial menciona que los fondos son redirigidos desde SHIELD a una nueva operación, con nombre en código Proyecto PEGASO, con el fin de analizar el Teseracto.[25]
- La instalación subterránea Proyecto Pegaso aparece en la escena poscréditos en Thor, cuando Nick Fury se acercó a Erik Selvig con la ayuda de investigar el cubo, inconsciente de Loki influyendo en él.
- Los eventos de los poscréditos de Thor conducen a las escenas iniciales de Los Vengadores, donde el Teseracto se está estudiando. Ésta procede a derrumbarse cuando un portal abierto por el cubo implosiona.
- En la película de 2019, Capitana Marvel, Annette Bening interpreta a la Dra. Wendy Lawson, una científica que trabaja para el Proyecto PEGASO. Secretamente, Mar-Vell se hace pasar por humana, trabaja en la instalación en 1989 y experimenta en el Tessaracto. Lawson pudo llevar el Tesseracto a su laboratorio espacial porque estaba a cargo del Proyecto Pegaso. Carol Danvers y Nick Fury se infiltraron en la misma base del Proyecto Pegaso en 1995.[26][27][28]